# Syngonium auritum
Syngonium auritum är en kallaväxtart som först beskrevs av Carl von Linné, och fick sitt nu gällande namn av Heinrich Wilhelm Schott. Syngonium auritum ingår i släktet Syngonium och familjen kallaväxter. Inga underarter finns listade.